# Swing Your Partners
Swing Your Partners é um curta-metragem norte-americano de 1918, do gênero comédia, estrelado por Harold Lloyd.

## Elenco

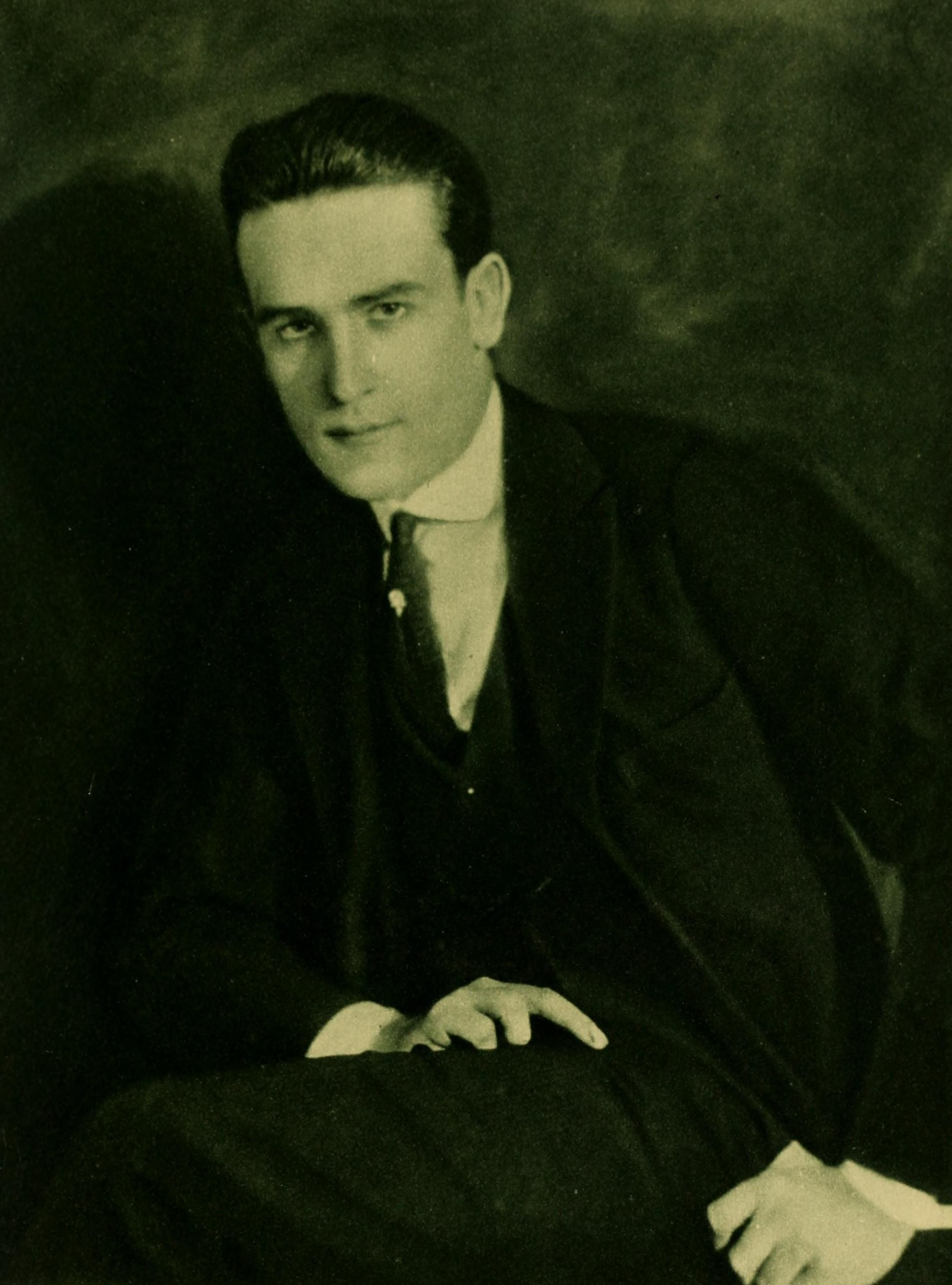
Harold Lloyd

- Harold Lloyd
- Snub Pollard
- Bebe Daniels
- William Blaisdell
- Sammy Brooks
- Lige Conley - (como Lige Cromley)
- William Gillespie
- Bud Jamison